# Mon meilleur ami (Boule et Bill)
Pour les articles homonymes, voir Mon meilleur ami.
Mon meilleur ami est le 32e de la série de bande dessinée Boule et Bill, dessiné par Laurent Verron. L'ouvrage est publié en 2009.

## Présentation de l'album
Un ensemble de gags basés sur les aventures de Boule et Bill.

## Personnages principaux
- Boule, le jeune maître de Bill.
- Bill, le cocker roux susceptible et farceur.
- Caroline, la tortue romantique amoureuse de Bill.
- Pouf, le meilleur ami de Boule.
- Les parents de Boule.

### Articles externes
- « Boule et Bill -32- Mon meilleur ami », sur bedetheque.com.
- Boule et Bill - Tome 32 : Mon meilleur ami sur dargaud.com (consulté le 13 mars 2022).